# Cirrus castellanus
Cirrus castellanus sau Cirrus castellatus este o specie de nor cirrus. Numele său provine de la cuvântul castellanus, care înseamnă în latină „al unui fort, al unui castel”. Ca toți norii cirrus, această specie apare la altitudini mari. Apare ca niște turnulețe separate care se ridică de la o bază de nori de nivel inferior. Adesea, aceste turnulețe de nori se formează în linii și pot fi  mai mult înalte decât late. Această specie de nori este de obicei densă în formație.